# Hans Backe (Pädagoge)
Hans Backe (* 4. Oktober 1903 in Schleswig; † 1979 in Dresden) war ein deutscher Pädagoge und Hochschullehrer.

## Leben und Werk
Nach dem Schulbesuch studierte er und schloss das Studium als Diplom-Ingenieur ab. Später promovierte er zum Dr. päd. 1946 wurde er Dozent an der Universität Jena. 1955 wechselte er und wurde Professor mit Lehrauftrag für Pädagogik der Naturwissenschaften an der Fakultät für Berufspädagogik und Kulturwissenschaften der Technischen Hochschule, später Universität Dresden.
Backe war u. a. Mitglied der Gesellschaft Deutscher Naturforscher und der Physikalischen Gesellschaft Berlin.
Er fand auf dem Waldfriedhof Weißer Hirsch seine letzte Ruhestätte.

## Schriften (Auswahl)
- Stoffkunde. Lehrbrief 1. 1956.
- Das physikalische Lehrmittel. Verlag Volk und Wissen, Berlin o. J. [1959].
- Halt dich senkrecht! Ein Buch von den Gesetzen, die uns und die Welt zusammenhalten, und von tausend Gelegenheiten zum Beobachten und zum Ausprobieren. Der Kinderbuchverlag, Berlin o. J. [1968].
- (mit Lothar König): Elektrotechnik und Elektronik selbst erlebt. Urania, 1979.